# Sonja Oosterman
Sonja Oosterman (Amsterdam, 5 mei 1921 – Hilversum,  10 juni 2008) was een Nederlands zangeres.
Sonja Maassen was dochter van Pauline Ancheline Louise Philippeau en Theodorus Johannes Maassen. Voordat haar loopbaan (1943) begon trouwde ze met kunstenaar Jan Oosterman jr.; een echtscheiding volgde in 1949. Zij was vanaf 1954 ook enige tijd getrouwd met Elko Anspach, directeur Palacehotel in Paramaribo.
Ze rolde per ongeluk in het vak. Ze had met het Barlaeus Gymnasium en het Christelijk Lyceum een goede opleiding achter de rug. Ze was voorbestemd op lerares klassieke talen te worden. Echter vanaf haar achtste probeerde ze zichzelf viool bij te brengen en componeerde ook al. Ze begon dus na de middelbare school aan een studie viool aan het Conservatorium van Amsterdam bij Sem Dresden. Bij een van haar pogingen het ouderlijk huis te ontvluchten raakte ze aan de praat met een musicus uit de lichte muziek. Ze kon gaan spelen in een damesorkest van Juultje Cambré. De zangeres van het orkest Elly Rexon werd ziek en zij mocht invallen. In de Tweede Wereldoorlog trok ze met ukelele door Nederland; vlak daarna speelde ze Amerikaanse en Canadese militairen. Ze viel op tijdens een optreden in het casino/City Theater in Hilversum en ze mocht een auditie doen voor radiozangeres. Alhoewel ze werd afgewezen door Dolf van der Linden (ze leek qua stem te veel op Dinah Shore) zong ze later bij diens orkesten. Hij gaf wel het advies zangles te nemen; het werd bij Bep Ogterop, een van de weinige zangeressen die (deels) thuis was in de lichte muziek. In de tussenliggende periode was ze violist in het KRO-orkest (amusement) van Klaas van Beeck, Orkest Zonder Naam van Ger de Roos, De Marketentsters (Jany Bron en Yvonne Oostveen), The Swinging Nightingales (Jetty Paerl en Ans Heidendaal) en het orkest van John Kristel. Ze trad daarna jarenlang op met de radio-orkesten en ook als achtergrondzangeres; ze vond beroemd zijn niet belangrijk, wel dat haar stem goed werd vastgelegd. Ook maakte ze in 1962 deel uit van het Candlelight Cabaret met Henriëtte Davids, Willeke Alberti, Hans Grünhut, Hans Boskamp, Marius Monkau, Leo Kok en Enrico Neckheim.
Haar loopbaan werd onderbroken door een periode waarin zij huisvrouw in Suriname was. Ze was al snel weer terug; Elko Anspach overleed in 1960; de rouwadvertentie meldde haar niet.
In de late jaren zestig trok ze zich overspannen terug; ze kon het optreden niet meer aan. In 1966 was ze eigenlijk voor het laatst op de radio met Een lied en een vleugel, een programma dat ze dertien jaar had gepresenteerd. Ze kreeg concurrentie van de teenager-zangeressen en trok zich terug in Bremen, alwaar ze (chef-)telefoniste werd. Zingen werd een hobby.
Ze was naar eigen zeggen het best thuis in het Franse repertoire, chansons. Zelf schreef ook wel eens wat voor zichzelf.
- MusicBrainz: 6565540b-f346-4f19-b1f0-a111e536e854